# Grambusa

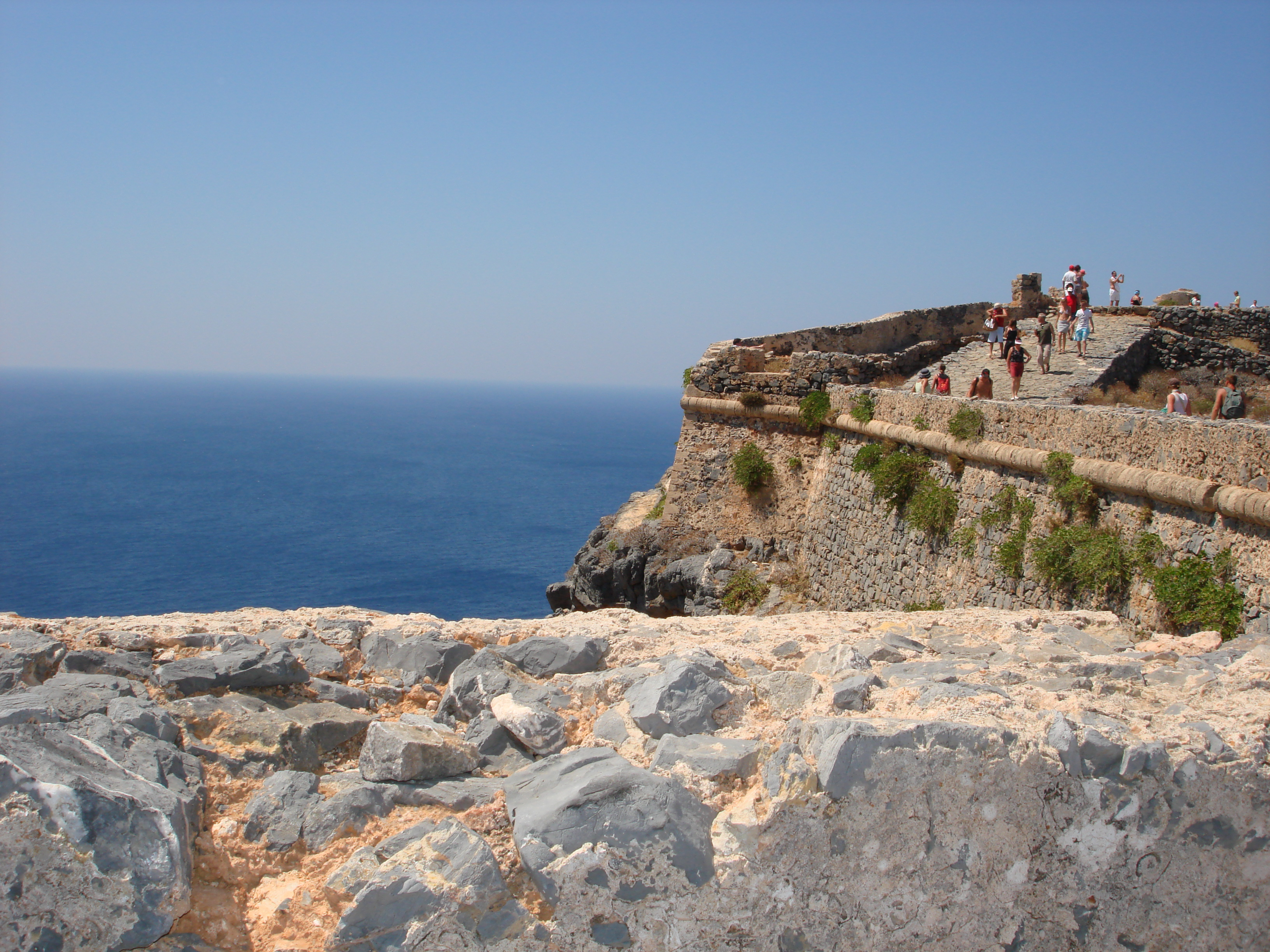
Vista de la muralla veneciana del castell de Grambusa

L'illa de Grambusa o Imeri Grambusa (grec: Γραμβούσα [ɣra'busa]
o Ημερη Γραμβούσα ['imeɾi ɣra'busa]) és vora de la població de Kíssamos, al nord-oest de l'illa de Creta.
Té un castell del temps del domini venecià, i va ser un dels últims reductes venecians durant la conquesta turca de Creta, com les altres fortaleses de Suda i Spinalonga. Els turcs van ocupar el castell el 1691, després d'una traïció del mercenari de la Giocca a canvi d'un bon suborn. Durant la Guerra d'independència de Grècia va ser una base de pirates grecs.
Actualment, és visitada per milers de turistes cada any per la seva badia amb aigües de color turquesa i el seu llac de Balos. A l'estiu, hi ha vaixells que fan el viatge des de Trachilos, el port de Kastelli Kissamú.

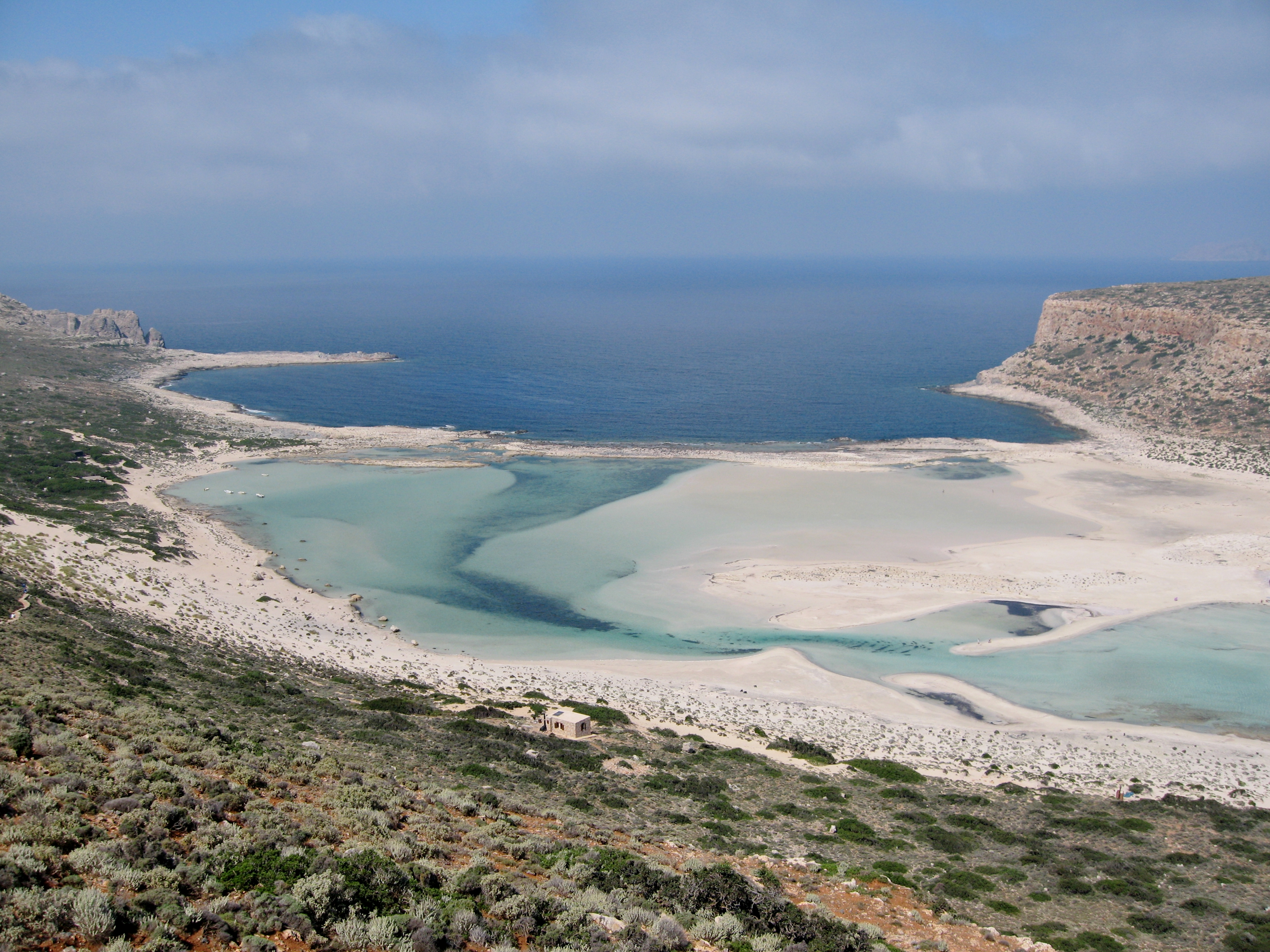
El llac de Balos amb el cap Tigani a la dreta

Cap al nord de Grambusa, hi ha una altra illa deshabitada anomenada Agria Grambusa (Αγρια Γραμβούσα), que es traduiria per la Grambusa salvatge.